# 西南德蘭 (佛羅里達州)
西南德蘭（英語：DeLand Southwest）是位於美國佛羅里達州福祿喜雅縣的一個人口普查指定地區。

## 地理
西南德蘭的座標為29°00′33″N 81°18′35″W / 29.00917°N 81.30972°W，而該地最高點為海拔高度11米（即36英尺）。

## 人口
根據2010年美國人口普查的數據，西南德蘭的面積為1.60平方千米，當中陸地面積為1.60平方千米，而水域面積為0.00平方千米。當地共有人口1052人，而人口密度為每平方千米657人。